# Søren Andreasen (fodboldspiller)
Søren Andreasen (født 13. marts 1996) er en dansk fodboldspiller, der spiller for den danske klub Hobro IK.

## Karriere
Andreasen spillede i Starup IF, indtil han var 14 år.

### Esbjerg
Han skiftede som 14-årig fra Esbjerg FB's samarbejdsklub Starup IF til Esbjerg fB. Han blev topscorer i U/17 Ligaen og nåede at score 12 mål i 12 kampe, inden en knæskade i årets sidste turneringskamp i 2014 satte stop for resten af sæsonen.
På trods af knæskaden skrev han den 18. februar 2015 under på en etårig aftale gældende fra 1. juli 2015. Han fik sin debut for Superligaholdet den 20. marts 2016, da han blev skiftet ind i det 90. minut i stedet for Ronnie Schwartz i en 0-0-kampe ude mod Brøndby IF. Han fik dog sammen med Lasse Rise, Emil Lyng og Jesper Rasmussen ikke forlænget sine kontrakter.

### IBV Vestmannaeyjar
Efter kontraktudløb skiftede Andreasen til den islandske klub IBV Vestmannaeyjar, hvor han igen blev holdkammerat med Mikkel Maigaard.

### Kolding IF
Efter kontraktudløb med den islandske klub IBV Vestmannaeyjar, skiftede Andreasen i januar til den danske klub Kolding IF.

### Middelfart Boldklub
Den 21. juni 2017 hentede Middelfart Boldklub Andreasen fra Kolding IF, hvor han blev klubbens topscorer. Søren Andreasen satte sin signatur på en etårig kontrakt.
I udgangen af 2017 valgte Middelfart Boldklub at forlænge kontrakten med Søren Andreasen. Den nye kontrakt løb til udgangen af 2019.

### SønderjyskE
Andreasen har kontrakt med SønderjyskE frem til 2025.